# 龍鱗刀
龍鱗刀，中國三國時期的冷兵器，根據《典論》記載，龍鱗刀為魏文帝曹丕所鑄造的九把寶刀寶劍之一，刀長3尺2才（約為75厘米）。
《續漢書》載：龍鱗，御刀也。

## 史料
- 《典論》：魏太子丕造百辟寶刀，一曰靈寶，二曰含章，三曰素質，又作露陌刀，一名龍鱗刀。
- 曹丕《露陌刀銘》：於鑠良刀，胡煉亶時，譬諸鱗角，靡所任茲。不逢不若，永世寶持。利用衛身，以威弗治。